# The High Cost of Loving
The High Cost of Loving és una pel·lícula estatunidenca de José Ferrer estrenada el 1958.

## Argument
La parella unida que formen Jim i Virginia porta una existència tranquil·la i sense sorpreses. Al mateix temps que Jim Fry s'assabenta que la seva empresa s'està fusionant amb una altra companyia, la seva dona Ginny li revela que pot estar embarassada del seu primer fill.
Jim ho celebra amb el seu amic Steve Hayward, però quan les invitacions s'estenen a un esmorzar d'empresa per conèixer els nous executius, Jim és exclòs. El nou president Eli Cave està planejant uns quants canvis. Jim se sent trastornat i traït després de 15 anys de lleialtat a l'empresa.
Ginny és feliç amb la criatura, però després que Syd, la dona de Steve, el seu amic, parla alegrement del dinar d'empresa i la perspectiva de millora pels seus marits, Jim confessa a Ginny que de fet és a punt de ser acomiadat. Molt enfadat, Jim decideix escriure una carta de protesta, i parlar cara a cara amb Cave, particularment després de veure el seu nom tret de la seva porta.
Jim és inconscient que Cave està planejant una promoció per Jim i ha estat informat de la invitació, un descuit. És frisós de convidar Jim al dinar personalment, i resulta que Jim necessita que la seva carta enfadada li sigui retornada. Quan tot és resolt, ell i Ginny brinden pel seu nou èxit i el seu futur paternitat.

## Rebuda
Segons les dades de la MGM la pel·lícula va guanyar 305.000 dòlars als EUA i Canadà i 275.000 a la resta del món, suposant una pèrdua per l'estudi de 350.000$.

## Repartiment
- José Ferrer: Jim Fry (Jimbo)
- Gena Rowlands: Jenny Fry
- Joanne Gilbert: Syd Heyward
- Jim Backus: Paul Mason
- Bobby Troup: Steve Heyward
- Philip Ober: Herb Zorn
- Edward Platt: Eli Cave
- Charles Watts: Boylin